# Линьань
Линьа́нь (кит. упр. 临安, пиньинь Lín'ān) — район городского подчинения города субпровинциального значения Ханчжоу провинции Чжэцзян (КНР).

## История
Ещё во времена империи Цинь был создан уезд Юйцянь (於潜县). Во времена империи Хань в 211 году из уезда Юйхан был выделен уезд Линьшуй (临水县). Во времена империи Цзинь он был в 280 году переименован в Линьань (临安县).
Во времена империи Сун в 979 году уезд Учан (吴昌县) был переименован в Чанхуа (昌化县).
В 1949 году был образован Специальный район Линьань (临安专区), и уезды Юйцянь, Юйхан, Линьань и Чанхуа вошли в его состав. В 1953 году Специальный район Линьань был расформирован, и эти уезды перешли в состав Специального района Цзясин (嘉兴专区). В 1954 году уезды Юйцянь и Чанхуа перешли в состав Специального района Цзяньдэ (建德专区). В 1957 году уезды Юйхан и Линьань также перешли в состав Специального района Цзяньдэ.
В октябре 1958 года к уезду Линьань был присоединён уезд Юйхан, а к уезду Чанхуа был присоединён уезд Юйцянь. Затем Специальный район Цзяньдэ был вновь расформирован, и уезды Линьань и Чанхуа вновь перешли в состав Специального района Цзясин. В сентябре 1960 года к уезду Линьань был присоединён уезд Чанхуа (昌化县), а сам уезд Линьань был выведен из состава Специального района Цзясин и передан в подчинение властям Ханчжоу. В марте 1961 года уезд Юйхан был вновь выделен из уезда Линьань.
В 1996 году уезд Линьань был преобразован в городской уезд.
В сентябре 2017 года городской уезд Линьань был преобразован в район городского подчинения.

## Административное деление
Район делится на 5 уличных комитетов, 13 посёлков и 7 волостей.